# Louros Valles
Le Louros Valles sono una struttura geologica della superficie di Marte.